# تپه حدگان بالا
تپه حدگان بالا در شهرستان خاش، بخش ایرندگان، دهستان ایرندگان، ۲۰ متری شرق روستای حدگان بالا واقع شده و این اثر در تاریخ ۲ مرداد ۱۳۸۷ با شمارهٔ ثبت ۲۳۰۷۸ به‌عنوان یکی از آثار ملی ایران به ثبت رسیده است.